# Усково (Сахалинская область)
Усково — село в Тымовском городском округе Сахалинской области России.

## География
Село находится на берегу реки Усково, на расстоянии 12 км к северу от посёлка городского типа Тымовское, административного центра округа.

## История
Село основано в 1889 году близ гиляцкого стойбища. Название официально присвоено 1 февраля 1890 года и произошло от нивхского Уск-во — «селение борьбы (игрищ)».

## Население
| 2002 | 2010 | 2013 | 2021 |
| ---- | ---- | ---- | ---- |
| 48   | ↘47  | ↘45  | ↘7   |

### Половой состав
Согласно результатам переписи 2002 года, в селе проживало 48 человек (26 мужчин и 22 женщины).

### Национальный состав
Согласно результатам переписи 2002 года, в национальной структуре населения русские составляли 83 % из 48 чел.

## Улицы
В селе имеются две улицы: Советская и Центральная.